# Língua konkomba
Konkomba é uma língua Gurma falada em Gana e Togo.

## Dialetos e literatura
A língua Konkomba, conhecida nativamente como Likpakpaln, é falada pelo povo de mesmo nome, que também é conhecida como Bikpakpaam. A língua tem vários dialetos, incluindo, mas não limitado a, Lichaboil, Ligbeln, Likoonli, Limonkpeln e Linafeel.

## Dialetos
Os dialetos do Konkomba surgiram porque diferentes famílias e grupos se estabeleceram e adotaram padrões únicos de pronúncia e vocabulário, formando o que poderia ser chamado de agrupamentos uniformes de dialetos. Por exemplo, "geek do mapa" em (no dialeto Lichabol), "may LAK Iya" (no dialeto Limonkpeln) e "muitos homens" (no dialeto Likoon) significam "eu não gosto disso". Esse tipo de variação pode ser ouvido em Likpakpaln, dependendo da área geográfica ou de qual clã é dominante em um determinado assentamento. No entanto, o dialeto Lichaboil é a variedade escrita. Outras classificações de dialetos Bikpakpaam incluem Linankpel (Nankpantiib), Likpalil (Bikpalib), Linandeln (Binandim), Lisagmaln (Sagmantiib) e Linalol (Binalob).
Existe uma quantidade razoável de literatura Likpakpaln. Esta literatura inclui cartilhas para o ensino, um dicionário, livros de histórias e contos populares. Há também uma tradução completa da Bíblia no Likpakpaln, criada através do trabalho de GILLBT e GIL, Mary Steele e RILADEP (anteriormente KOLADEP, Konkomba Literacy and Development Project). O trabalho na tradução da Bíblia Likpakpaln foi iniciado por Mary Steele em 1962, quando ela chegou para trabalhar com os tradutores da Bíblia Wycliffe.

## Classificação linguística
Likpakpaln é codificado em ISO 639-3 como xon. Likpakpaln é uma afiliada genética do filo Níger-Congo. Tomando uma sugestão de Naden, pode-se derivar a raiz genética do Likpakpaln como representado abaixo:
Níger Congo → Proto-Gur → Central Gur → Oti Volta → Gurma → Likpakpaln.
Dentro do círculo linguístico Gurma, as línguas mais próximas do Likpakpaln são Bimoba (falado pelos Bimobas) e Bassari do Togo (do povo de mesmo nome).

## Gramática
Likpakpaln é uma linguagem Sujeito–verbo–objeto na sua ordem de palavras.

## Ortografia

### Alfabeto

#### Letras maiúsculas
A, B, (C), CH, D, E, F, G, GB, I, J, K, KP, L, M, N, NY, Ŋ, ŊM, O, Ɔ, P, R, S, T, U, W, Y.

##### Letras minúsculas
a, b, (c), ch, d, e, f, g, gb, i, j, k, kp, l, m, n, ny, ŋ, ŋm, o, ɔ, p, r, s, t, u, w, y.
A ortografia segue aquela usada na literatura atualmente impressa no Likpakpaln. Sob a convenção atual, as vogais longas e curtas são distinguidas pelo uso de letras simples e duplas, respectivamente. (por exemplo, a, aa). O tom não é marcado, mas onde duas palavras contrastam apenas no tom e é improvável que o contexto indique uma distinção de significado, um "h" é adicionado após a vogal em uma das palavras (por exemplo, upii – mulher, upiih – ovelha).
Certas variações que podem ocorrer na fala de um determinado falante. Por exemplo, às vezes um alto-falante pode usar o som /r/ e às vezes o som /l/. Além disso, pode haver variações entre um falante e outro dentro da mesma aldeia (por exemplo, alguns usam o plural tiib e alguns teeb). Isso é, no entanto, no nível fonológico e não afeta a interpretação semântica.
A letra c fora do dígrafo ch é listada pelo Dicionário Likpakpaani do GILLBT, mas não em outras fontes.

### Vogais
As vogais são: a, e, i, o, ɔ, u.

### Fonologia
Letras e sons são organizados como mostrado abaixo. O formato mostra uma letra do alfabeto romano, seguida de um som semelhante em inglês, seguido de um exemplo mostrando uma palavra Likpakpaln contendo um som semelhante, seguido do significado da palavra em inglês.
- a (como no pai) ex.: n-na (minha mãe)
- b (como no menino) por exemplo ubo (uma criança)
- ch (como na igreja) e.g. capelã (perdoar)
- d (como no cão) e. da (comprar)
- e (oito) e. kpe (adicionar)
- f (como em peixes) e. falaa (sofrimento)
- g (como em go) por exemplo ga (tomar)
- gb (não há som semelhante em inglês) e.g. gbi (cavar)
- h (como no chapéu) e. haali (mesmo)
- I (como em pés), por exemplo ipii (ovelha)
- j (como em Jack), por exemplo kijuk (faca)
- k (como na cozinha) e. kiyiik (cabaça)
- kp (não há som semelhante em inglês), por exemplo. unnkpil (ancião/chefe/chefe)
- l (como em senhora) e. lafee (saúde)
- m (como no homem) e. limual (um rio)
- n (como na rede) por exemplo linuul (Yam)
- ŋ (como em sing e.g. ŋaan (cozinhar/ferver)
- ŋm (não há som semelhante em inglês, mas o mais próximo é o som de um beijo, gmmmmaaaaaaaa) e.g. ŋmɔ (Mastigar)
- ny (não há som semelhante em inglês, mas há um som semelhante em francês como em igname (yam)) e.g. nya (sair/sair)
- o (como em não) e. lijol (montanha/planalto/terras altas)
- ɔ (como em pata/log/bola/pawpaw) e.g. mɔk (mostrar/ensinar)
- p (como em pick) e. paacham (em cima/acima/em cima)
- r (como na rocha) e. ipaar (benefício/lucro)
- s (como em sit) e. kisaak (uma fazenda)
- t (como na ponta) e. litakpaal (uma pedra/rocha)

u (como em loop), por exemplo likuul (uma enxada/uma fita/CD/DVD)
- w (como no desejo) por exemplo Uwumbɔr (Deus)
- y (como em sim) e. liyimbil (um nome).

## Amostras de textos
O seguinte é uma porção de amostra da Bíblia Sagrada traduzida para o Likpakpaln, juntamente com a passagem correspondente em inglês:

"Yesu aah kan kinipaak ngbaan na, le u jon ligongoln paab, le ki kal. Le waadidiliib kuun u chee. Le u waar umɔb ki bui bi ke: 'Binib bi nyi ke bi ye bigiim Uwumbɔr wɔb na, waanyoor bi bi pu. Bima le yeh Uwumbɔr aanaan. Binib bi kpa mpombiin baatunwanbir pu na, Uwumbɔr aanyoor bi bi pu; u ga sɔŋ bisui. Binib bi sunn bibaa taab na, Uwumbɔr aanyoor bi bi pu. Bima le ga li yeh dulnyaa wee. Binib bi aanimbil man ke bi li ye bininyaam na, Uwumbɔr aanyoor bi bi pu. Binimbil ga gbiin. Binib bi kpa linimbaasaln na, Uwumbɔr aanyoor bi bi pu. U mu ga san bi kinimbaak. Binib bi dii Uwumbɔr ni bisui mɔmɔk na, waanyoor bi bi pu. Bima le ga kan uma Uwumbɔr. Binib bi par kijaak na, Uwumbɔr aanyoor bi bi pu. U ga len ke bi ye waabim. Binib bi ji falaa Uwumbɔr aasan aadiim pu na, waanyoor bi bi pu. Bima le yeh uma Uwumbɔr aanaan.'"
 Matiu 5:1–10 XONB
"E, vendo a multidão, subiu a um monte, e, estando sentado, aproximaram-se dele os seus discípulos. Então, abrindo a boca, ensinava-os, dizendo: Bem-aventurados os humildes de espírito, porque deles é o reino dos céus, bem-aventurados os que choram, porque serão consolados, bem-aventurados os mansos, porque herdarão a terra, bem-aventurados os que têm fome e sede de justiça, porque serão fartos. porque alcançarão misericórdia, bem-aventurados os puros de coração, porque verão a Deus, bem-aventurados os pacificadores, porque serão chamados filhos de Deus, bem-aventurados os perseguidos por causa da justiça, porque deles é o reino de paraíso.'"
 Mateus 5:1–10 NKJV 

### Outra
Pai Nosso
2.	Le Yesu bui bi, “Ni yaa mee Uwumbɔr kan, ni bui ke, ‘Tite Uwumbɔr [u bi paacham na,] cha binib li san saayimbil; cha saanaan dan. [Bi li ŋani saageehn dulnyaa wee ni, ke baah ŋani paacham pu na.]
3.	Tiin timi din aawiin aajikaar.
4.	Cha timi aatunwanbir pinn timi; ba pu? ti mu di cha pinn binib bimɔk koo timi aataani ni na. Taa cha ti kan ntɔŋ. [Nyan timi tibɔbir ni.]’”
Português
2.	Eu  digo, Pai nosso que estás nos céus, santificado seja o teu nome. Venha o teu reino. Seja feita a tua vontade, como no céu, assim na terra.
3.	Dá-nos dia a dia o pão de cada dia.
4.	E perdoa-nos os nossos pecados; porque também nós perdoamos a todo aquele que nos deve. E não nos deixes cair em tentação; mas livrai-nos do mal.<ref>[King James Bible Online Bíblia Rewi James]